# Соколовка (Давлекановський район)
Соколо́вка (рос. Соколовка, башк. Соколовка) — присілок у складі Давлекановського району Башкортостану, Росія. Адміністративний центр Соколовської сільської ради.
Населення — 514 осіб (2010; 463 в 2002).
Національний склад:
- башкири — 59 %